# Территориальная целостность
Территориа́льная це́лостность или территориа́льная неприкоснове́нность (в редких случаях — интегрите́т) госуда́рства — принцип международного публичного права, согласно которому территория государства является неприкосновенной от посягательств со стороны других государств путём применения военной силы или угрозы силой.
Принцип территориальной целостности государств был впервые установлен в п. 4 ст. 2 Устава ООН и позже получил развитие в Декларации об укреплении международной безопасности. В декларации отмечалась недопустимость военной оккупации в результате применения силы, а также недопустимость силовых действий, направленных на приобретение территории другого государства.
Существует определённое противоречие между принципом территориальной целостности и правом народов на самоопределение.
Согласно Декларации о принципах международного права, «Каждое государство должно воздерживаться от любых действий, направленных на частичное или полное нарушение национального единства и территориальной целостности любого другого государства или страны» (принцип территориальной целостности). В этом же международном акте устанавливается, что в изложении «Принципа равноправия и самоопределения народов» «ничто не должно истолковываться как санкционирующее или поощряющее любые действия, которые вели бы к расчленению или к частичному или полному нарушению территориальной целостности или политического единства суверенных и независимых государств, соблюдающих в своих действиях принцип равноправия и самоопределения народов <...>, и, вследствие этого, имеющих правительства, представляющие без различия расы, вероисповедания или цвета кожи весь народ, проживающий на данной территории.».
Следовательно, можно заключить, что принцип территориальной целостности неприменим к государствам, не обеспечивающим равноправие проживающих в нём народов и не допускающим свободное самоопределение таких народов. Кроме того, данная декларация, запрещая непосредственно действия, ведущие к распаду государств, не запрещает признавать новые государства, в одностороннем порядке вышедшие из состава других государств.